# Paavo Jännes

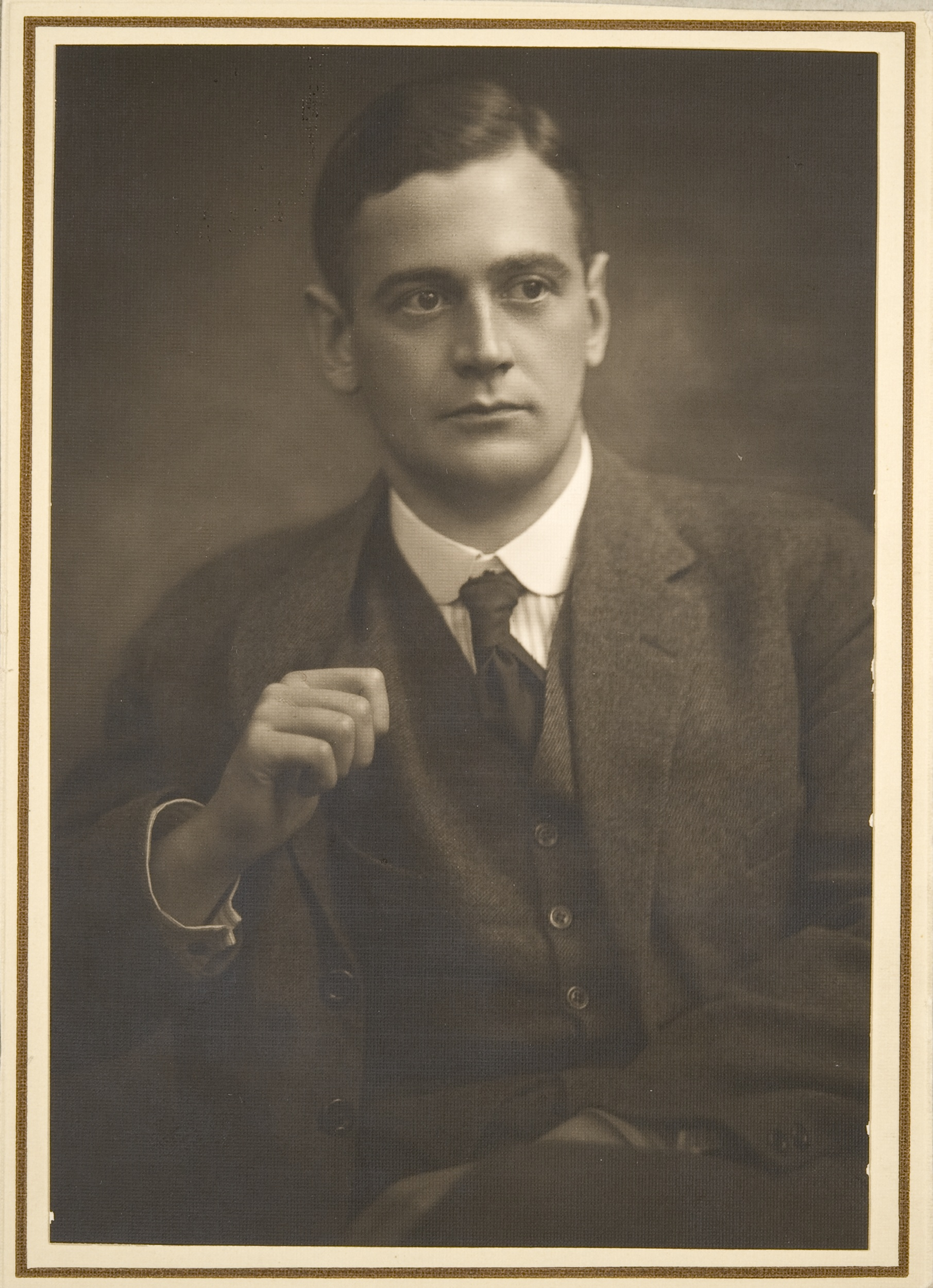
Paavo Jännes på 1920-talet.

Paavo Klaus Emil Jännes, ursprungligen Genetz, född 20 mars 1892 i Helsingfors, död 19 december 1970 i Helsingfors, var en finländsk skådespelare, regissör och översättare.
Jännes var son till senatorn Arvid Genetz och Eva Arppe. Han studerade vid Finlands nationalteaters elevskola och uppträdde vid ett flertal teatrar 1912–1950. 1923 uppträdde han i Lübeck och uppnådde stor framgång. Han verkade som skådespelare och regissör vid Nationalteatern 1940–1949 och var bunden  till Radioteatern 1949–1950. 1950 erhöll han Pro Finlandia-medaljen. Jännes medverkade i nära 70 filmer 1913–1969 och medverkade även i flera TV-uppsättningar 1959–1969.